# Clinical Dementia Rating
La Clinical Dementia Rating o CDR è una scala numerica utilizzata per quantificare la gravità di una demenza.
La valutazione richiede che venga utilizzato un protocollo strutturato, una intervista, sviluppato da John C. Morris e dai suoi colleghi della Washington University School of Medicine.
Un professionista sanitario qualificato (in Italia per lo più direttamente il medico) valuta la performance cognitiva e funzionale del paziente in sei aree: la memoria, l'orientamento, il giudizio e la soluzione dei problemi , le attività sociali, la casa ed il tempo libero, la cura personale.
I punteggi di ciascuna di queste aree vengono combinati per ottenere un punteggio composito che varia da 0 a 3.
Si usano delle equivalenze che corrispondono alle seguenti:
| Punteggio | Sintomi     |
| --------- | ----------- |
| 0         | nessuno     |
| 0.5       | molto lieve |
| 1         | lieve       |
| 2         | moderato    |
| 3         | grave       |

A titolo d'esempio, per quanto attiene all'area della memoria:
- una memoria normale od una smemoratezza episodica determina un punteggio pari a 0
- una smemoratezza lieve ma che tende a ripetersi od essere permanente comporta un punteggio pari a 0.5
- una modesta perdita di memoria, in particolare di eventi recenti, che comunque interferisce con le attività quotidiane determina un punteggio di 1
- una perdita di memoria grave, con tendenza a dimenticare presto ogni evento recente comporta un punteggio di 2
- una perdita di memoria molto grave, con presenza solo di alcuni frammenti di ricordi determina un punteggio di 3

I punteggi di ogni area sostanzialmente corrispondono alle seguenti equivalenze: 
- CDR 0 paziente normale
- CDR 0.5 demenza dubbia
- CDR 1 demenza lieve
- CDR 2 demenza moderata
- CDR 3 demenza grave

Il CDR 4 equivale ad una demenza molto grave, ovvero un soggetto che presenta un severo deficit di linguaggio o di comprensione, difficoltà nel riconoscimento dei familiari, incapacità a deambulare da solo, gravi problemi nell'alimentarsi autonomamente e nel controllo della funzione intestinale o vescicale.
Il CDR 5 equivale infine ad una demenza terminale, con il paziente che ormai necessita di assistenza totale da parte di personale qualificato ed addestrato perché completamente incapace di esprimersi e comunicare, in stato vegetativo, allettato, incontinente.